# Шошитаишвили, Бондо Шалвович
Бондо Шалвович Шошитаишвили (14 сентября 1939, Тбилиси — 20 января 2022) — режиссёр-мультипликатор, сценарист и художник-мультипликатор.

## Биография
В 1959 году окончил Тбилисское художественное училище по специальности «художник-декоратор», в 1961 году — курсы художников-мультипликаторов при киностудии «Союзмультфильм» (мастерская Р. А. Качанова и Б. П. Дёжкина).

В 1961—1991 годах работал художником-мультипликатором и художником-постановщиком в Мультобъединении киностудии «Грузия-фильм». Одновременно в 1973—1978 годах учился в Тбилисском государственном университете (отделение киноведения факультета гуманитарных наук).

В 1976 году дебютировал как режиссёр.
С 1991 года работает на студии «Орби» режиссёром анимационных фильмов, с 1996 года — директор студии.
В 1984—1993 годах руководил мастерской художников-мультипликаторов в Тбилисской академии художеств.

С 2006 года преподавал в Тбилисском государственном университете театра и кино (группа режиссёров и художников-аниматоров).
Академик Российской академии кинематографических искусств.

## Фильмография
| Год  | Фильм                              | Киностудия   | Примечание               |
| ---- | ---------------------------------- | ------------ | ------------------------ |
| 1962 | Полуцыплёнок                       | Грузия-фильм | художник-мультипликатор  |
| 1962 | Самоделкин-спортсмен               | Грузия-фильм | художник-мультипликатор  |
| 1963 | Корбуда (Пожар в лесу)             | Грузия-фильм | художник-мультипликатор  |
| 1963 | Юбилей (Праздник глиняного горшка) | Грузия-фильм | художник-мультипликатор  |
| 1964 | Герой на час                       | Грузия-фильм | художник-мультипликатор  |
| 1964 | Нарцисс                            | Грузия-фильм | художник-мультипликатор  |
| 1965 | Как построили дом                  | Грузия-фильм | художник-мультипликатор  |
| 1965 | Отважный Важа (Храбрый Важа)       | Грузия-фильм | художник-мультипликатор  |
| 1967 | Грустный роман                     | Грузия-фильм | художник-мультипликатор  |
| 1972 | Незнайка-музыкант                  | ТО «Экран»   | художник-мультипликатор  |
| 1973 | Дерево                             | Грузия-фильм | художник-постановщик     |
| 1975 | Садовник (Призвание)               | Грузия-фильм | художник-постановщик     |
| 1976 | Ступка                             | Грузия-фильм | режиссёр                 |
| 1978 | Человечки                          | Грузия-фильм | режиссёр, автор сценария |
| 1979 | Петушок                            | Грузия-фильм | режиссёр, автор сценария |
| 1981 | Талант                             | Грузия-фильм | режиссёр, автор сценария |
| 1982 | Шляпа                              | Грузия-фильм | режиссёр                 |
| 1984 | Узник                              | Грузия-фильм | режиссёр                 |
| 1985 | Быть или … пить?                   | Грузия-фильм | режиссёр, автор сценария |
| 1986 | Искуситель                         | Грузия-фильм | режиссёр, автор сценария |
| 1988 | Анфас и профиль                    | Грузия-фильм | режиссёр, автор сценария |
| 1989 | Оплеуха (1989)                     | Грузия-фильм | режиссёр, автор сценария |
| 1999 | Парадокс                           | Грузия-фильм | режиссёр, автор сценария |

## Награды
- Орден Чести (1999).
- Премия «Ника» за лучший анимационный фильм (1991) — Оплеуха (мультфильм)